# Societatea Națională a Apelor Minerale
Societatea Națională a Apelor Minerale (SNAM) este o companie extractoare de apă minerală din România.
Are capital integral de stat, iar acționarul său majoritar este Ministerul Economiei.
În anul 2009, SNAM deținea o cotă de 75% din licențele privind cantitățile de apă extrase și livrate ca materie primă, fiind cea mai mare societate în domeniul extracției și livrării apei minerale naturale pentru îmbuteliere din România.
SNAM administrează prin concesiune cinci perimetre de explorare și 32 de perimetre de exploatare și are relații de parteneriat cu 28 de societăți de îmbuteliere cum ar fi European Drinks, Apemin Băile Lipova, Apemin Zizin, Aquamold Trading, Bibco, Bucovina Mineral Water, Dorna Apemin, Kraiten în Harghita, MBH Carpatina, Perla Covasnei, Perla Harghitei, Perrier Vittel Romania, Rieni, Romaqua Group și cu 12 societăți de turism balnear și cu consiliile locale.
Cantitatea de apă minerală extrasă, pe ani:
| Anul           | 2008  | 2004 | 2003  | 2002 | 2001 | 1991 | 1990 |
| -------------- | ----- | ---- | ----- | ---- | ---- | ---- | ---- |
| milioane litri | 1.200 | 994  | 1.008 | 830  | 770  | 205  | 200  |

Număr de angajați în 2009: 150
Cifra de afaceri în 2008: 3 milioane euro
Venit net în 2008: 1 milion euro